# Dolichopus fraterculus
Dolichopus fraterculus är en tvåvingeart som beskrevs av Zetterstedt 1843. Dolichopus fraterculus ingår i släktet Dolichopus och familjen styltflugor. Arten är reproducerande i Sverige. Inga underarter finns listade i Catalogue of Life.